# 둥팡샤오
둥팡샤오(중국어: 董芳霄, 병음: Dǒng Fāngxiāo, 한자음: 동방소, 1986년 1월 23일~)는 중화인민공화국의 전직 체조 선수이다. 중국 톈진에서 열린 1999년 세계 체조 선수권 대회에서 여자 단체전 동메달을, 오스트레일리아 시드니에서 열린 2000년 하계 올림픽에서 여자 단체전 동메달을 획득했으나 대회 참가 당시에 나이를 조작한 사실이 국제 체조 연맹(FIG)의 조사 결과를 통해 발각되어 동료 선수들과 함께 모두 박탈당했다.

## 선수 경력
허베이성 탕산시에서 태어난 둥팡샤오는 어린 나이에 체조 경력을 시작했다. 둥팡샤오는 7세 시절에 허베이 지방 체조 대표팀의 일원이었고 10세 시절에 중국 체조 국가대표팀에 초대되었다. 1999년 당시에 너무 어린 나이에 해당하는 13세였던 둥팡샤오는 국제 체조 연맹(FIG)의 규정에 따라 대회에 출전할 수 없음에도 불구하고 성인 국가대표에 소집되면서 국제 대회 출전을 강행했다.
둥팡샤오는 중국 톈진에서 열린 1999년 세계 체조 선수권 대회에서 중국이 여자 단체전 동메달을 획득하는 것에 기여했는데 개인 종합 6위, 마루운동 4위, 평균대 7위를 기록했다. 둥팡샤오는 오스트레일리아 시드니에서 열린 2000년 하계 올림픽에 다시 한번 중국 성인 체조 국가대표팀에 이름을 올렸지만 아직 14세의 나이였기 때문에 출전하기에는 너무 어렸다. 그럼에도 불구하고 둥팡샤오는 중국이 여자 체조 단체전에서 동메달을 따는 데에 도움을 주었다. 둥팡샤오는 여자 체조 개인 종합, 마루, 도마 종목에서 결승에 진출했으나 각각 25위, 6위, 7위를 기록하면서 3개 종목에서 메달을 놓쳤다.
둥팡샤오는 올림픽 폐막 이후에 일본 오사카에서 열린 2001년 동아시아 경기 대회, 중국 베이징에서 열린 2001년 하계 유니버시아드, FIG 체조 월드컵에 참가한 중국 체조 국가대표팀을 위해 계속 뛰었다. 그러나 둥팡샤오는 15세 시절이던 2001년에 다리에 뼈가 괴사되어 체조계에서 은퇴했다. 참고로 둥팡샤오가 2001년에 체조계에서 은퇴할 당시에는 2002년까지 16세 생일이 지나지 않았기 때문에 성인 국가대표로서 국제 대회에 참가할 수 없는 나이였다.

## 나이 조작 논란
둥팡샤오는 선수 시절에 생년월일이 1983년 1월 20일이라고 적힌 여권을 가지고 국제 체조 대회에 출전했다. 그러나 중국 베이징에서 개최된 2008년 하계 올림픽에서 중국 체조 국가대표팀 기술위원으로 참가했던 당시에는 자신의 생년월일을 1986년 1월 23일이라고 등록했다. 또한 둥팡샤오가 자신의 이력서에 같은 생년월일을 기재하면서 둥팡샤오의 나이 조작 논란이 제기되었다.
둥팡샤오가 1986년에 태어났다고 가정한다면 1999년 세계 체조 선수권 대회 당시에는 13세, 2000년 시드니 하계 올림픽 당시에는 14세였기 때문에 국제 체조 연맹이 요구한 최소 출전 가능 연령인 16세보다 2세 아래였을 것이다. 참고로 국제 체조 연맹은 어린 체조 선수들의 부상을 막기 위해 1997년부터 성인 대회 출전 가능 연령을 16세로 정했다. 이에 미국 올림픽 위원회는 둥팡샤오의 나이에 이의를 제기했고 국제 체조 연맹도 조사에 착수했다. 이에 중국 체조 연맹은 행정 착오라고 해명했으나 둥팡샤오가 자신의 블로그에 소띠 해인 음력 1985년에 태어났다고 밝히면서 나이 조작 의혹을 키웠다.
국제 체조 연맹은 자체 조사를 통해 둥팡샤오는 미성년자였던 1999년부터 2000년 사이에 열렸던 성인 체조 대회에 참가할 자격이 없었던 선수라고 결론을 내렸다. 이에 따라 둥팡샤오가 1999년 세계 체조 선수권 대회, 2000년 하계 올림픽에서 기록한 점수와 순위는 무효 처리되었다. 2010년 4월 28일에는 국제 올림픽 위원회(IOC)가 중국 체조 국가대표팀이 2000년 시드니 하계 올림픽에서 획득했던 여자 체조 단체전 동메달을 박탈하는 결정을 내렸다. 이에 따라 4위를 차지했던 미국 체조 국가대표팀이 동메달을 승계받게 되었다. 또한 중국 체조 국가대표팀은 1999년 세계 체조 선수권 대회에서 획득한 여자 체조 단체전 동메달도 박탈당했는데 4위를 차지했던 우크라이나 체조 국가대표팀이 동메달을 승계받게 되었다. 국제 체조 연맹은 중국 체조 연맹에 해당 사건에 대한 조사 비용을 청구했다.
중국의 스포츠 팬들은 미성년자였던 둥팡샤오 선수가 대회 출전으로 인해 회복할 수 없는 무릎 부상을 입었기 때문에 국제 올림픽 위원회보다는 중국의 스포츠 관리 기구에 비판적이었다. 넷이즈의 스포츠 칼럼니스트인 리자양은 "둥팡샤오는 선수 시절에 중화인민공화국 전국운동회(중국의 종합 스포츠 경기 대회)에서 지방 체조 대표로 출전하다가 무릎이 영구적으로 손상되었습니다. 둥팡샤오가 올림픽 메달을 따기 위해 나이를 숨기고 문제를 일으킬 수 있는 행동에 대해 '위조'라는 단어를 쓸 엄두가 나지 않습니다. 당신을 울리기에 충분합니다."라고 썼다.

## 개인사
둥팡샤오는 2010년 당시에 남편과 함께 뉴질랜드에 거주했으며 이스턴 서버브스 짐내스틱 클럽(Eastern Suburbs Gymnastics club)에서 체조 코치로 근무했다. 둥팡샤오는 2014년에 아들을 출산했다.

### 내용주
1. ↑  음력 1985년 1월 1일부터 12월 30일까지의 기간은 양력 1985년 2월 20일부터 1986년 2월 8일까지에 해당한다.[6][9]

### 참고주
1. 1 2  “No kidding: China stripped of gymnastics medal”. 《Fox Sports Net》. 2010년 4월 28일. 2010년 5월 2일에 원본 문서에서 보존된 문서. 2010년 4월 28일에 확인함.
2. 1 2  “Dong Fangxiao”. 《Gymbox》. 2010년 4월 28일에 확인함.
3. 1 2  “Games of the XXVII Olympiad”. 《www.gymnasticsresults.com》. 2010년 4월 20일에 원본 문서에서 보존된 문서. 2010년 4월 28일에 확인함.
4. 1 2 3  “Underage gymnast costs China Sydney Olympics bronze”. 《BBC Sport》. 2010년 4월 28일. 2010년 4월 28일에 확인함.
5. 1 2 3 4 5  “China leaves underage gymnast in the cold”. 《Team USA》. 2010년 3월 12일. 2021년 12월 6일에 확인함.
6. 1 2 3  “Gymnast seeks new life in NZ”. 《The New Zealand Herald》. 2010년 3월 15일.
7. 1 2  “FIG, 중국 여자체조 나이 조작 조사 확대”. 《연합뉴스》. 2008년 9월 25일. 2021년 12월 6일에 확인함.
8. ↑  “[별별스포츠 61편] 나이를 속였다 들통난 중국 체조…잘 넘어간 줄 알았는데 10년 후 어이없이 발각”. 《SBS뉴스》. 2021년 10월 28일. 2021년 12월 6일에 확인함.
9. ↑  “Chinese gymnasts accused of being underage have hearing”. 《CBC》. 2009년 12월 21일. 2021년 12월 6일에 확인함.
10. ↑  “중국체조 연령 조작 들통..올림픽 메달 박탈 위기”. 《연합뉴스》. 2010년 2월 27일. 2021년 12월 6일에 확인함.
11. ↑  “중국체조 ‘나이 조작’ 10년만에 들통”. 《한겨레》. 2010년 4월 29일. 2021년 12월 6일에 확인함.
12. ↑  “'나이 조작' 중국, 시드니올림픽 女 체조 단체전 동메달 박탈”. 《뉴시스》. 2010년 4월 29일. 2021년 12월 6일에 확인함.
13. 1 2 3  “FIG Rules Against Dong Fanxiao in Age Scandal”. 《International Gymnast Magazine》. 2010년 2월 26일. 2010년 3월 1일에 원본 문서에서 보존된 문서. 2021년 12월 6일에 확인함.
14. ↑  “IOC, 나이 속인 중국 체조선수 메달 박탈할 듯”. 《연합뉴스》. 2009년 6월 25일. 2021년 12월 6일에 확인함.
15. ↑  “IOC "시드니올림픽 중국 체조 동메달 박탈"”. 《연합뉴스》. 2010년 4월 29일. 2021년 12월 6일에 확인함.
16. ↑  “China Hands Bronze from 1999 Worlds to Ukraine”. 《International Gymnast Magazine》. 2012년 3월 31일. 2012년 5월 6일에 원본 문서에서 보존된 문서. 2021년 12월 6일에 확인함.
17. ↑  “Dong Fangxiao stripped of Olympic medal, Chinese fans angry”. 《Christian Science Monitor》. 2010년 4월 28일.